# Stabat Mater (Dvořák)
Stabat Mater, op. 58 Antonína Dvořáka s podtitulem „Oratorium pro sóla, sbor a orchestr“ je vokálně-instrumentální dílo na text starého církevního hymnu Stabat Mater.
Skladba měla premiéru 23. prosince 1880 v Praze na výročním koncertě Jednoty umělců hudebních. Provedení řídil Adolf Čech, sólisty byli Eleonora Ehrenbergová (soprán), Betty Fibichová (alt), Antonín Vávra (tenor) a Karel Čech (bas). První zahraniční provedení mělo dílo v roce 1882 v Budapešti, pod vedením Imre Bellowicze a poté s velkým úspěchem v londýnské Royal Albert Hall, kdy dirigoval Joseph Barnby.
Tiskem vydala poprvé Dvořákovu kantátu Stabat Mater firma N. Simrock v Berlíně roku 1881, a to v partituře, hlasech a klavírním výtahu Josefa Zubatého.

## Charakteristika díla

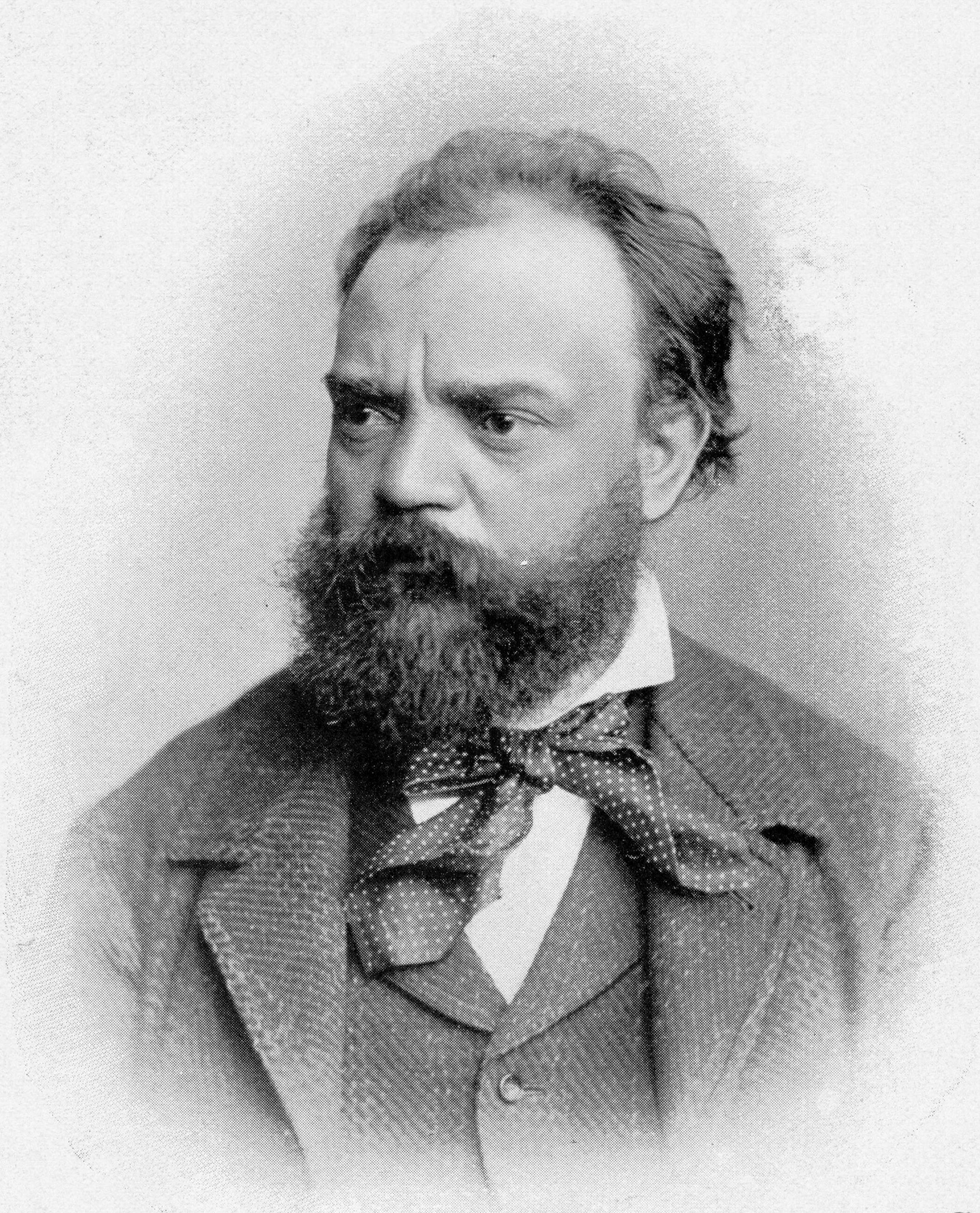
Antonín Dvořák - fotografie z druhé poloviny sedmdesátých let 19. století, tedy přibližně z doby, kdy pracoval na „Stabat Mater“

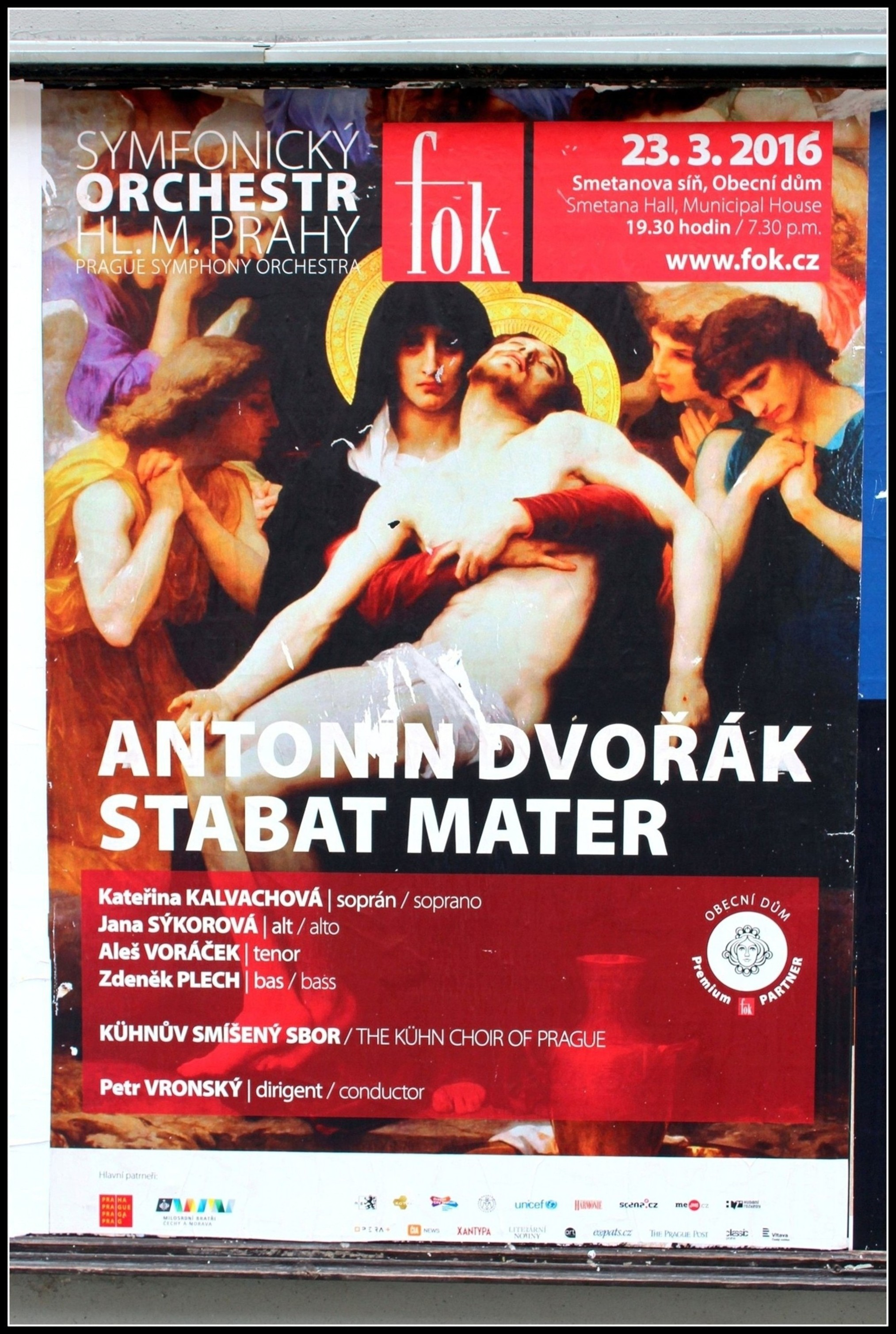
Plakát k provedení Dvořákova Stabat mater v Obecním domě v Praze, březen 2016

Skladba zaujímá významné místo nejen coby vůbec první projev skladatelovy zbožnosti, ale i v celkovém kontextu české národní hudby, neboť po Janu Dismasi Zelenkovi představuje po dlouhé době další titul, který získal světový význam v oblasti duchovní tvorby.
Skladba je nepochybně výsledkem vlastního životního prožitku skladatele, a zřejmě především proto je její obsah a umělecká cena naprosto výjimečná. Jedná se o dílo nevšední ušlechtilosti a závažnosti. Dvořákova melodická a harmonická nápaditost zde dostupuje do absolutní slohové čistoty a zcela osobité oduševnělé estetiky. Instrumentace (jak je i jinak skladatelovou typickou předností) disponuje až neuvěřitelně pestrou, nadpozemskou barevností a plasticitou, jež se nijak nezpronevěřuje vkusu a působí přes svůj přesah naprosto přirozeně. Dvořákovo Stabat mater má ve vývoji Dvořákovy skladelské osobnosti velký význam, ovšem mnohem víc je vrcholným, obsahově hlubokým dílem historie české hudby vůbec – je totiž jednou z umělecky nejsilnějších, nejosobitějších a lidsky nejhlouběji cítěných náboženských skladeb.[zdroj?]
Dvořákovo zhudebnění Stabat mater je poměrně rozsáhlé dílo, jehož trvání je přes devadesát minut čistého času. Spolu s Bachovými, Händelovými a Haydnovými skladbami tohoto typu právem náleží k vrcholům oratorní tvorby hudební historie. Dvořákovo „Stabat Mater“ má (podobně jako jeho Rekviem) dva základní oddíly, rozdělené celkem na deset částí (první 1–3, druhý 4–10). Jednotlivých částí se spolu s instrumentální složkou proměnlivě účastní v různých kombinacích sólové party a sbory, což je typický rys Dvořákovy práce s hlasy.

## Text a části
Text Stabat Mater je báseň františkánského mnicha Jacoponea da Todi ze 13. století, která líčí utrpení matky Kristovy stojící pod křížem, na němž umírá její syn – latinské spojení „Stabat mater dolorosa“ znamená doslova „(pod křížem) stála matka bolestná“.
- I. Stabat Mater dolorosa. Andante con moto
- II. Quis est homo, qui non fleret. Andante sostenuto
- III. Eia, Mater, fons amoris. Andante con moto
- IV. Fac, ut ardeat cor meum. Largo
- V. Tui nati vulnerati. Andante con moto, quasi allegretto
- VI. Fac me vere tecum flere. Andante con moto
- VII. Virgo virginum praeclara. Largo
- VIII. Fac, ut portem Christi mortem. Larghetto
- IX. Inflammatus et accensus. Andante maestoso
- X. Quando corpus morietur. Andante con moto

## Historie vzniku
Vznik kantáty „Stabat mater“ spadá do let 1876–1877, tedy do doby, kdy v důsledku postupné ztráty svých tří dětí Dvořák prožíval nejtragičtější období svého života. Původní základ skladby nese opusové číslo 28, ale zmíněné události přetvořily skladatelův přístup natolik, že skladbu zcela změnil. Inspirací, ze které čerpal ve své bolesti, byla báseň středověkého františkánského poety Jacoponea da Todi ze 13. století, která líčí utrpení matky Kristovy, stojící pod křížem, na němž umírá její syn – latinské spojení „Stabat mater dolorosa“ znamená (volně, i když křečovitě přeloženo) „/pod křížem/ stojící matka bolestná“.
Dvořák rozložil text do deseti částí ve dvou základních oddílech, v nichž k instrumentálnímu základu střídavě a v různých kombinacích použil sólový pěvecký kvartet a smíšený sbor. V prvním díle skladby je převládajícím výrazem bolest a zármutek, ve druhém pak lze nalézt postupné hledání smíření se s tragickým osudem na základě hluboké křesťanské víry ve znovuzrození člověka. Jistě též v důsledku zmíněných událostí trvala skladatelovi finalizace přepracované verze opusu pouhé dva měsíce. Po několika velmi úspěšných uvedeních díla v našich zemích následoval s jistou latencí jeho pronikavý úspěch v Anglii, kde byla provedena v březnu roku 1883 v několika velkých městech a především v Royal Albert Hall v Londýně, a to s obrovským úspěchem. Stabat Mater získala v Anglii Dvořákovi popularitu, srovnatelnou s triumfy Händela, Haydna, Beethovena či Webera. V dalších letech byla s podobným úspěchem prezentována v New Yorku, Pittsburghu, Záhřebu, Mannheimu a ve Vídni. Skladba je nadčasovým uměleckým skvostem a dodnes je pravidelnou a trvalou součástí mezinárodních přehlídek a festivalů nikoli pouze vokálně-instrumentálních děl.

## Významné nahrávky
Od 50. let 20. století vznikly nejméně tři desítky nahrávek Dvořákova Stabat Mater. Mezi ně patří:
- Česká filharmonie, dirigent Václav Talich, Český filharmonický sbor, sbormistr Jan Kühn, sólisté: Drahomíra Tikalová, Marta Krásová, Beno Blachut, Karel Kalaš; nahráno 1952, Supraphon, 2 CD, reedice 1993 a 2006 (Talich Special Edition 10).
- Česká filharmonie, dirigent Wolfgang Sawallisch, Český filharmonický sbor a sólisté: Gabriela Beňačková, Ortrun Wenkel, Peter Dvorský, Jan Rootering; nahráno 1982, 2 CD.
- Česká filharmonie, dirigent Václav Smetáček, Pražský filharmonický sbor, sbormistr: Josef Veselka; sóla: Stefania Woytowicz – soprán, Věra Soukupová – kontraalt, Ivo Žídek – tenor, Kim Borg – bas; nahráno 1961, reedice Supraphon, 2 CD, 2004.
- Pražský symfonický orchestr (Symfonický orchestr hl. m. Prahy FOK), dirigent Jiří Bělohlávek, Pražský filharmonický sbor, sólisté: Eva Urbanová, Marta Beňačková, John Uhlenhopp, Peter Mikuláš, nahráno 1997.
- Slovenský filharmincký sbor a orchestr, dirigent Zdeněk Košler, sbormistr: Lubomír Mátl, sólisté: Magdaléna Hajóssyová, Věra Soukupová, Peter Dvorský, Richard Novák; nahráno 1984, vydavatelství GZ, 2 CD.
- Symfonický orchestr a sbor Bavorského rozhlasu, dirigent Rafael Kubelík; sólisté: Edith Mathis – soprán, Anna Reynolds – kontraalt, John Shirley Quirk – bas, Wieslaw Ochman – tenor; nahráno 1976, Deutsche Grammophon, 2 CD.